# Calamus peregrinus
Calamus peregrinus är en enhjärtbladig växtart som beskrevs av Caetano Xavier Furtado. Calamus peregrinus ingår i släktet Calamus och familjen Arecaceae. Inga underarter finns listade i Catalogue of Life.